# كارل رودلف فلورين
كارل رودلف فلورين (بالسويدية: Rudolf Florin)‏ هو عالم نبات سويدي، ولد في 5 أبريل 1894 في بلدية سولنا في السويد، وتوفي في 24 سبتمبر 1965 في فالشوبنغ في السويد.